# Паул Керес
Паул Керес е естонски и съветски гросмайстор, сред най-силните шахматисти на своето време. Той е също високоуважаван шахматен автор.
Заедно с Виктор Корчной са определяни като най-силните шахматисти, които никога не стават световни шампиони. 4 пъти последователно Керес пропуска шанса да играе мач за световната титла. Той спечелва АВРО турнира в Нидерландия през 1938 г., което му дава право да играе мач за световната титла срещу Александър Алехин, но мачът не се провежда. Керес печели 3 пъти шампионата на Съветския съюз (1947, 1950 и 1951), както и елитни турнири в Семеринг (1937), Будапеща (1952) и Лос Анджелис (1963).
От 1929 до 1975 г. е изиграл 2069 записани партии, от които 2064 в официални срещи. От тях има 1038 победи, 818 равни и 208 загуби. С постигнатата резултатност 70 % заема 6-о място за всички времена след Пол Морфи (84,6 %), Хосе Раул Капабланка (73,8 %), Александър Алехин (72,8 %), Роберт Фишер (72,2 %) и Емануел Ласкер (71,3 %).

## Ранен живот
Паул Керес е роден в град Нарва, Естония.
Научава се да играе шахмат от баща си и по-големия си брат. Поради недостига на шахматна литература в малкия град, Керес изучава шахматната нотация от шахматните задачи, публикувани в местния вестник и събрана ръкописна колекция от почти 1000 партии. В ранните си години се отличава с брилянтен и остро атакуващ стил на игра. Той е трикратен естонски шампион при учениците в годините 1930, 1932 и 1933. Доразвива играта си по време във висшето училище, където играе активно кореспондентен шахмат. От 1937 до 1941 г. следва математика в Тартуския университет и според автобиографията му, представя своето училище на няколко междууниверситетски мачове.

## Предвоенни години
Керес става шампион на Естония за първи път през 1935 г. Разделя първото място с Гунар Фридеман след общо пет победи, равенство и две загуби в турнира, но побеждава съперника си в допълнителния мач (2+ 0= 1– ). През април 1935 г., Керес побеждава Феликс Киберман, един от водещите майстори по шах в Тарту, в тренировъчен мач с три победи и само една допусната загуба.
Керес играе на първа дъска за Естония по време на шестата шахматна олимпиада във Варшава (1935) и се превръща в новата звезда, на която се възхищават заради енергичния стил на игра.
Постига редица успехи в турнири. В Хелзинки (1935) се класира втори зад Фридемам с 6,5 т. от 8 партии (6+ 1= 1– ). Побеждава в Талин (1936) с 9/10 (8+ 2= 0– ). Първият голям международен успех на Керес е в Бад Наухайм (1936), където поделя първата позиция с Алехин с 6,5/9 (4+ 5= 0– ). На турнира в Дрезден през същата година, се класира на 8 – 9 позиция с 2 победи, 3 равенства и 4 загуби. Въпреки незадоволителния резултат, Керес пише, че научава важен урок от този турнир и бързо се реабилитиране на турнира в Зандвоорт (1936), където заема 3 – 4 място (5+ 3= 3– ). След това защитава шампионската си титла на Естония от Паул Феликс Шмид с резултат (3+ 1= 3– ).
Керес има изумителна 1937 година. Побеждава в Талин със 7,5/9 (6+ 3= 0– ). После заема 1 – 2 място в Маргейт с Робен Файн, постигайки резултат 7,5/9 (6+ 3= 0– ) и 1,5 точки пред Алехин. В Остенде, разделя първата позиция с Файн и Хенри Гроб с постигнати 6 от 9 възможни точки (5+ 2= 2– ). В Прага естонецът напълно доминира и се озовава на първа позиция с 10/11 (9+ 2= 0– ). След това побеждава в тематичен турнир, проведен във Виена с 4,5/6 (4+ 1= 1– ). Турнирът изисква всяка партия да започва с ходовете 1. d4 Kf6 2. Kf3 Ke4. Керес се класира на 4 – 5 позиция в Кемери с (8+ 7= 2– ), като турнирът е спечелен от Сало Флор, Владимирс Петровс и Самуел Решевски. В Пярну е на 2 – 4 м. с 4,5/7 (3+ 3= 1– ). Успешното му представяне през годината, довежда до покана за участие на турнира в Семеринг, който Керес печели с 9/14 (6+ 6= 2– ), класирайки се пред Файн, Хосе Раул Капабланка, Решевски и Ерих Елисказес. Класира се на второ място в Хейстингс 1937 – 38 с 6,5/9 (4+ 5= 0– ), на половин точка зад победителя Решевски. Също заема втора позиция в Noordwijk (1938) зад Елисказес с 6,5/9 (4+ 5= 0– ). През 1938 г. в Стокхолм Керес завършва наравно с Гидеон Щалберг в демострационен мач. Двамата шахматисти си разменят по две победи и завършват четири пъти реми.
В този период от кариерата си Керес продължава да представя страната си на международната сцена. Записва четири участия на шахматни олимпиади, включително и на неофициалната в Мюнхен от 1936 г., откъдето е носител на златен медал на първа дъска. Спечелва сребърен индивидуален медал (1937) и бронзов отборен (1939). На неофициалната олимпиада в Мюнхен завършва реми с българина Георги Гешев.
| Година           | Организатор  | Отбор   | Класиране (отборно) | Дъска | Класиране (индивидуално) |
| 1935             | Варшава      | Естония | 11                  | Първа |                          |
| 1936 неофициална | Мюнхен       | Естония | 10                  | Първа | 1                        |
| 1937             | Стокхолм     | Естония | 7                   | Първа | 2                        |
| 1939             | Буенос Айрес | Естония | 3                   | Първа |                          |

## Непроведен мач за световната титла
През 1938 г. Керес поделя първата позиция с Файн, с резултат 8,5/14, на турнира АВРО, проведен в различни градове на Холандия. На това състезание естонецът се класира пред шахматни легенди като Михаил Ботвиник, Макс Еве, Решевски, Алехин, Капабланка и Флор. Следва тайбрек за определяне на победителя, спечелен от Керес, който побеждава Файн с 1,5:0,5 точки. Предварително е определено, че победителят от АВРО турнира ще бъде претендент за световната титла в мач срещу световния шампион Александър Алехин. Мачът не се провежда заради избухването на Втората световна война и окупирането на Естония от Съветския съюз през 1940 – 1941 г. Керес започва своето висше образование през 1938 г., което допълнително допринася за провалянето на преговорите с Алехин за евентуалния двубой. През 1939 г. Керес участва в шахмат сблъсъка между Москва и Ленинград, завършвайки на 12 – 13 позиция. Естонецът обяснява после, че не е имал достатъчно време да се подготви за това силно състезание. Но същата година печели в Маргейт със 7,5/9 (6+ 3= 0– ), класирайки се пред Капабланка и Флор.

## Втора световна война
С избухването на Втората световна война, Керес се състезава на шахматната олимпиада в Буенос Айрес. После взима участие в турнира, проведен в същия град, на който поделя първата позиция с Мигел Найдорф с 8,5/11 (7+ 3= 1– ).
Следващото му събитие е мач от 14 партии с бившия световен шампион Макс Еве, проведен в Холандия от декември 1939 до януари 1940 г. Керес успява да спечели сблъсъка със 7,5:6,5 (6+ 3= 5– ). Този успех е голямо постижение за Керес, който не само побеждава бивш световен шампион, но и противник с много по-голям опит на шахматна дъска.
С подписването на пакта за ненападение между нацистка Германия и Съветския съюз на 23 август 1939 г., Естония е официално присъединена към СССР на 6 август 1940 г. Керес участва на първия си шампионат на социалистическата страна в Москва (1940), класирайки се на четвърта позиция (9+ 6= 4– ). Това място обаче го поставя по-напред от защитаващия титлата си Михаил Ботвиник. През 1941 г. съветската шахматна федерация организира „Абсолютен шампионат на СССР“, в който право на участие имат шахматистите, класирали се на първите шест позиции от предходното първенство. Те играят помежду си по четири партии. Турнирът неформално представлява сблъсък между Москва и Ленинград. Ботвиник е победител в турнира с 13,5/20, а Керес се класира втори с 11/20, оставяйки зад себе си Василий Смислов, Исак Болеславски, Андор Лилиентал и Игор Бондаревски.
Със стартирането на инвазията на нацистите в Съветския съюз на 22 юни 1941 г., Естония преминава под немска окупация. В периода 1941 – 1942 г. Керес и Алехин участват в четири турнира организирани от Ерхард Пост, президент на нацистката немска шахматна федерация (на немски: Grossdeutscher Schachbund). Алехин побеждава в Залцбург (юни 1942), Мюнхен (септември 1942) и Прага (април 1943), винаги пред Керес, който заема втората позиция във всичките тези турнири. Те поделят първата позиция в Залцбург (юни 1943) със 7,5/10.
По време на войната, Керес участва в още няколко турнира. Естонецът побеждава във всичките 15 партии в Талин на естонския шампионат от 1942 г., както и всичките пет партии в Познан 1943 г. През 1943 г. спечелва естонския шампионат, проведен в Талин и заема първо място в Мадрид 1944 г. с 13/14 (12+ 2= 0– ).

## Застрашаващи обстоятелства
Втората световна война поставя Керес в опасни условия. По време на световния конфликт родната му Естония последователно и успешно преминава в ръцете на съвети, немци и пак съвети. Керес участва в няколко турнира в окупираната от нацистите част на Европа и когато Естония е окупирана от Съветския съюз, прави неуспешен опит да избяга. Впоследствие е преследван от съветската власт (КГБ) и се страхува за живота си. За щастие, Керес успява да избегне депортиране в Сибир или по-лоша съдба, като тази на Владимирс Петровс. Но тези събития забавят завръщането на естонеца на международната сцена, въпреки отличната форма в която се намира. Керес побеждава в Рига 1944/1945 г. на Балтийското първенство по шахмат (10,5/11). Поради политически причини не е включен в отбора на Съветския съюз, за организирания през 1945 г., радио-мач със САЩ. Също пропуска първия силен следвоенен турнир в Гронинген, спечелен от Ботвиник, пред Еве и Смислов.
През 1946 г. заема първо място на Естонския шампионат в Талин с 13/15 (11+ 4= 0– ), класирайки се пред няколко силни съветски шахматисти-гости, като Александър Котов, Александър Толуш, Лилиентал и Флор. После печели в Тбилиси на грузинското първенство по шахмат, с почти перфектния резултат от 18/19 и класирайки се пред Владас Микенас и 16-годишния Тигран Петросян.
Керес се завръща на международната сцена през 1946 г., с участието си в радио-мача между Съветския съюз и Великобритания. Въпреки че относително възстановява нормалния си живот и шахматната си кариера, събитията през войната оказват своето влияние върху шахматиста, който дори и в най-силните си години е под постоянно наблюдение от съветската шахматна организация.

## Шампион на СССР, мач за световната титла
В няколко следвоенни шахматни събития, обаче, Керес напълно доминира. Той печели изключително силното първенство на Съветския съюз три пъти. През 1947 г. печели в Ленинград с 14/19 (10+ 8= 1– ), на 15-ия шампионат на СССР, където участват всички най-силни шахматисти на съюза, с изключение на Ботвиник. През 1950 г. печели шампионата проведен в Москва с 11,5/17 (8+ 7= 2– ), който не е по-слаб от този през 1947 г. На следващата година Керес отново е шампион с 12/17 (9+ 6= 2– ), надделявайки в конкуренцията на Ефим Гелер, Петросян, Смислов, Ботвиник, Юрий Авербах, Давид Бронщайн, Марк Тайманов, Лев Аронин, Сало Флор, Игор Бондаревски и Александър Котов.
След смъртта на световния шампион Александър Алехин през 1946 г. ФИДЕ организира световно първенство през 1948 г. за определяне на нов световен шампион с участието на петимата най-добри шахматисти на времето си – Михаил Ботвиник, Василий Смислов, Паул Керес, Самуел Решевски и Макс Еве. Това е първото световно първенство в историята на шахмата, когато в директен спор за титлата се състезават повече от двама шахматисти. Турнирът започва в Хага (Холандия) на 2 март 1948 г. и завършва в Москва (СССР) на 16 май 1948 г. Всеки от участниците изиграва по 20 партии. Световен шампион става Ботвиник с 14 т., а Керес и Решевски разделят 3 – 4 място с по 10,5 т. 
Керес побеждава на турнирите в Пярну (1947) с 9,5/13 (7+ 5= 1– ), Ивонич Здруй (1950) с 14,5/18 (11+ 7= 1– ) и Будапеща (1952) с 12,5/17 (10+ 5= 2– ), като оставя зад себе си световния шампион Ботвиник и шахматисти от световна величина като Гелер, Смислов, Ласло Сабо и Петросян.
На турнира на претендентите за световната титла в Цюрих през 1953 г. Керес отстъпва на В. Смислов и Д. Бронщайн. 

## Международни отборни успехи
След като става съветски гражданин, Керес представя Съветския съюз на седем последователни олимпиади, печелейки седем последователни отборни медала, пет златни (1954, 1956, 1958, 1960 и 1964) и един бронзов (1962) индивидуални медала. Неговите четири последователни златни индивидуални медала са олимпийски рекорд. Въпреки че след 1964 г. Керес не представлява СССР на шахматните олимпиади като състезател, успешно се справя като треньор на този отбор през следващото десетилетие. Като цяло, Керес участва в единадесет олимпиади (включително неофициалната в Мюнхен през 1936 г.), изиграва 161 партии и постига невероятната статистика от 97 победи, 51 ремита и само 13 загуби. Средната му успеваемост на този шахматен форум е 76,7 процента.
Керес също се появява с отбора на Съветския съюз на три европейски отборни първенства: 1957, 1965 и 1970 г. Успява да спечели златни отборни и индивидуални медали на всичките три. Изиграва 18 партии (10+ 8= 0– ) и постига успеваемост от 77,8 процента.
| Година | Организатор | Отбор | Класиране (отборно) | Дъска | Класиране (индивидуално) |
| 1957   | Виена       | СССР  | 1                   | Втора | 1                        |
| 1965   | Оберхаузен  | СССР  | 1                   | Трета | 1                        |
| 1970   | Капфенберг  | СССР  | 1                   | Осма  | 1                        |